# 相原豊 (サッカー選手)
相原 豊（あいはら ゆたか 1979年6月21日 - ）は、日本・神奈川県出身の元サッカー選手、指導者。ポジションはミッドフィールダー。日本では神奈川県リーグの出場経験しかなかったがプロ選手となることを目指しタイ、バングラデシュ、ウガンダリーグにおける日本人初のプロ選手となった。相原 ユタカ表記も用いられる。

## 経歴
先天的に左腕の手首から先を持っていない。ハンディキャップをかかえながらもプロサッカー選手を目指し、サッカーを続ける。
選手を引退するまでにタイ・バングラデシュ・ウガンダと、本人曰く「裏海外組として、マニアックな国で」キャリアを積む。日本からは存在すら確認できないトップリーグのチームの中で、海外組のイメージとはかけ離れた過酷な環境で過ごす。
2012年には「2012アンプティサッカーワールドカップ・ロシア大会」の日本代表に選出された。
選手引退後は指導者として活動、タイでユタカフットボールアカデミーを開き指導に当たっている。また、世界初の聴覚障害者の選手が活躍するプロフットサル2部リーグのクラブのオーナー兼選手としても活動している。

## 所属チーム歴
- 相洋高
- 大清水クラブ
- VERDRERO港北FC
- タバコ・モノポリー
- Dipali FC
- MASAKA LC FC
- Mazaalai F.C